# Dick Miller (baloncestista)
Richard Mathias "Dick" Miller (Milwaukee, Wisconsin, 26 de abril de 1958 - Romulus, Míchigan, 11 de enero de 2014) fue un jugador de baloncesto estadounidense que disputó una temporada en la NBA, además de jugar en la CBA, la liga española, la liga inglesa y la ACB. Con 1,98 metros de estatura, jugaba en la posición de alero.

## Trayectoria deportiva

### Universidad
Jugó durante cuatro temporadas con los Rockets de la Universidad de Toledo, en las que promedió 12,3 puntos y 8,6 rebotes por partido. Al término de su carrera figuraba como el segundo mejor en robos de balón de la historia de los Rockets y el tercero en rebotes. Fue incluido en el mejor quinteto de la Mid-American Conference en 1980, tras haber aparecido en el segundo los dos años anteriores.

#### Estadísticas
| Temporada | Equipo         | Conf. | Partidos | MIN  | TC  | TCA  | %TC  | TL  | TLA | %TL  | REB | PTS  |
| 1976-77   | Toledo Rockets | MAC   | 27       | 32.9 | 4.9 | 9.4  | .526 | 2.1 | 3.7 | .576 | 8.4 | 12.0 |
| 1977-78   | Toledo Rockets | MAC   | 24       |      | 4.5 | 9.5  | .467 | 1.8 | 3.2 | .571 | 7.7 | 10.8 |
| 1978-79   | Toledo Rockets | MAC   | 23       | 27.2 | 4.8 | 9.7  | .498 | 1.9 | 4.0 | .484 | 8.1 | 11.6 |
| 1979-80   | Toledo Rockets | MAC   | 29       | 34.5 | 5.9 | 10.6 | .554 | 2.7 | 4.9 | .552 | 9.9 | 14.4 |
| Total     | Toledo Rockets |       | 103      | 31.8 | 5.1 | 9.8  | .515 | 2.2 | 4.0 | .546 | 8.6 | 12.3 |

### Profesional
Fue elegido en la cuadragésima posición del Draft de la NBA de 1980 por Indiana Pacers, siendo despedido en primera instancia, pero repescado en el mes de noviembre. Pero únicamente disputó 5 partidos, consiguiendo 4 puntos en total, antes de verse nuevamente fuera del equipo.
Dos semanas después ficha por los Utah Jazz como agente libre, pero tras disputar 3 partidos es nuevamente cortado. Esa temporada acabaría jugando en la CBA. Poco después se marcha a jugar al Miñón Valladolid de la Liga Española como refuerzo para la Copa Korac, disputando únicamente cinco partidos. Al año siguiente reforzaría a los Sunblest Sunderland de la liga inglesa en los tres últimos meses de competición, y acabaría fichando por el Areslux Granollers de la recién creada liga ACB española.
En el equipo catalán por fin jugó una temporada completa, en la que promedió 11,6 puntos y 6,6 rebotes por partido.

## Estadísticas de su carrera en la NBA

### Temporada regular
| Temporada | Edad | Equipo         | Liga | P | TIT | MIN | TC  | TCA | %TC  | 3P  | 3PA | %3P  | TL  | TLA | %TL | R.OF. | R.DEF. | REB | ASIS | ROB | TAP | PER | FP  | PTS |
| 1980-81   | 22   | TOTAL          | NBA  | 8 |     | 6.6 | 0.5 | 1.1 | .444 | 0.0 | 0.1 | .000 | 0.0 | 0.0 |     | 0.3   | 0.6    | 0.9 | 0.6  | 0.5 | 0.0 | 1.0 | 0.6 | 1.0 |
| 1980-81   | 22   | Indiana Pacers | NBA  | 5 |     | 6.8 | 0.4 | 1.2 | .333 | 0.0 | 0.2 | .000 | 0.0 | 0.0 |     | 0.2   | 0.6    | 0.8 | 0.8  | 0.6 | 0.0 | 0.8 | 0.4 | 0.8 |
| 1980-81   | 22   | Utah Jazz      | NBA  | 3 |     | 6.3 | 0.7 | 1.0 | .667 | 0.0 | 0.0 |      | 0.0 | 0.0 |     | 0.3   | 0.7    | 1.0 | 0.3  | 0.3 | 0.0 | 1.3 | 1.0 | 1.3 |
| Total     |      |                | NBA  | 8 |     | 6.6 | 0.5 | 1.1 | .444 | 0.0 | 0.1 | .000 | 0.0 | 0.0 |     | 0.3   | 0.6    | 0.9 | 0.6  | 0.5 | 0.0 | 1.0 | 0.6 | 1.0 |